# Richard Novák
Richard Novák (* 2. října 1931 Rozseč) je český operní pěvec (bas), skladatel, varhaník.

## Život a dílo
V roce 1955 absolvoval konzervatoř v Brně. Je laureátem pěveckých soutěží v Toulouse (1961) a Hertogenbosch (1962). Od roku 1954 účinkoval jako sólista opery Státního divadla v Ostravě a později Janáčkovy opery v Brně.
K jeho repertoáru patří např. kompletní operní dílo Bedřicha Smetany, díla Bohuslava Martinů a Leoše Janáčka. Ze světových autorů nastudoval díla Rossiniho, Mozarta, Verdiho, Prokofjeva a Albana Berga. Hostoval v zahraničí zejména jako interpret Janáčkových oper. Je i častým interpretem velkých oratorních děl.
Richard Novák inspiroval řadu soudobých autorů, kteří psali skladby přímo pro něj. Věnuje se také interpretaci písňových cyklů a je častým sólistou velkých oratorních děl. Známá je především jeho interpretace Verdiho Requiem. Janáčkovu Glagolskou mši nahrál za řízení Charlese Mackerrase pro firmu Supraphon a za řízení Riccarda Chailyho pro firmu DECCA.
V roce 2001 získal cenu Thálie za celoživotní mistrovství. Roku 2005 získal cenu ministra kultury za přínos v oblasti hudby, v roce 2016 získal Cenu Antonína Dvořáka.
Dne 19. listopadu 2016 během 21. Svatocecilského setkání chrámových hudebníků v brněnské katedrále sv. Petra a Pavla mu diecézní biskup Vojtěch Cikrle předal medaili sv. Cyrila a Metoděje za celoživotní přínos v umělecké oblasti, zejména v propagaci a interpretaci duchovní hudby.
Ve svých 92 letech vystoupil v koncertním provedení opery Bohuslava Martinů Ariadna, která byla uvedena v rámci Dnů Bohuslava Martinů 2023. Zde ztvárnil postavu Starce. Pro zajímavost: v gramofonové nahrávce stejného díla, kterou s Českou filharmonií nahrál v roce 1986 Václav Neumann, zpíval roli Mínotaura.